# Викторија (Вирџинија)
Викторија (енгл. Victoria) град је у америчкој савезној држави Вирџинија. По попису становништва из 2010. у њему је живело 1.725 становника.

## Демографија
Према попису становништва из 2010. у граду је живело 1.725 становника, што је 96 (5,3%) становника мање него 2000. године.
| Група             | 2000.         | 2010.         |
| Белци             | 1.377 (75,6%) | 1.152 (66,8%) |
| Афроамериканци    | 391 (21,5%)   | 505 (29,3%)   |
| Азијати           | 1 (0,1%)      | 3 (0,2%)      |
| Хиспаноамериканци | 25 (1,4%)     | 34 (2,0%)     |
| Укупно            | 1.821         | 1.725         |